# Sweltsa gaufini
Sweltsa gaufini är en bäcksländeart som beskrevs av Baumann 1973. Sweltsa gaufini ingår i släktet Sweltsa och familjen blekbäcksländor. Inga underarter finns listade i Catalogue of Life.